# Msconfig

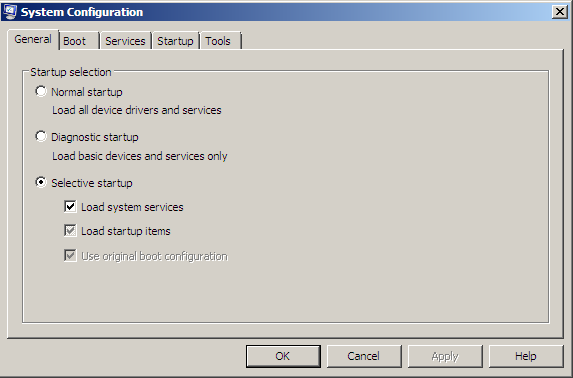
Interface inicial do Msconfig no Windows 7.

Msconfig, ou Microsoft System Configuration Utility, (ou, simples, System Configuration em Windows Vista) é um utilitário presente nos sistemas operacionais da família Windows. Sua função é concentrar todas as configurações gerenciais necessárias do sistema operacional para que o mesmo possa executar seu trabalho, que vão nortear a forma de trabalho do próprio sistema operacional. Todas as configurações são feitas no próprio Msconfig.
Com Msconfig é possível gerenciar a carga inicial do sistema operacional, selecionando o modo que o sistema operacional Windows é carregado na memória, com quais drivers de dispositivos e serviços ele é carregado na memória principal, quais arquivos de inicialização do sistema operacional serão utilizados (system.ini, win.ini), serviços de sistemas e itens de inicialização, o que vai acarretar, diretamente, na sua funcionalidade.
Muitos serviços e itens de inicialização são desnecessários ou sub-utilizados, de acordo com necessidades específicas dos usuários do computador. O problema é que o Msconfig é padrão, e já vêm com uma série destes serviços e itens de inicialização ativados automaticamente. Com conhecimento técnico, pode-se desativar alguns destes serviços e itens, otimizando o uso do sistema operacional, e liberando área de memória virtual do computador para outros serviços, programas, ferramentas e aplicativos, melhorando o desempenho global do computador.
Assim como outros consoles de gestão (regedit, gpedit.msc, services.msc, secpol), o Msconfig não está listado no Menu Iniciar. Para iniciar sua execução, deve-se utilizar o "Executar" do Menu Iniciar, digitando "msconfig" (sem aspas).
Para acessá-lo, pode-se exibir a pasta Ferramentas Administrativas no menu Todos os Programas e clicando em Configuração do Sistema, ou clicando no Painel de Controle e depois, na categoria Sistema e Segurança (ou Desempenho e Manutenção no Windows XP).